# Виктор (Чолаков)

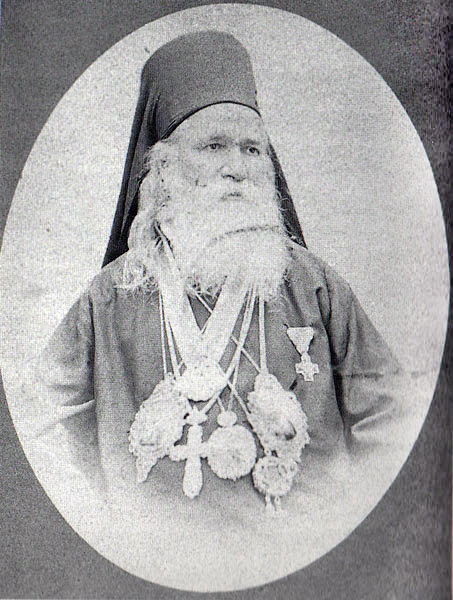
Митрополит Виктор. ок. 1880

Митрополи́т Ви́ктор (в миру Вылко Чолаков, болг. Вълко Чолаков, Вуколо Чолакович, серб. Вуколо Чолаковић; 1797, Калофер, Румелия, Османская империя — 31 мая 1888, Белград, Королевство Сербия) — епископ Сербской православной церкви, митрополит Нишский. Единственный митрополит Нишский в составе Болгарского экзархата; после освобождения Ниша от турок — в клире Сербской православной церкви.

## Биография
Начальное образование получил в Калофере.
Поступил послушником в Калоферский мужской монастырь Рождества Пресвятой Богородицы. Там был пострижен в монашество и рукоположён в иеродиакона и иеромонаха. Затем некоторое время жил в Хилендаре, как святогорский исповедник, там же был возведён в сан архимандрита.
Около 1832 года в назначен представителем (таксидиотом) Хиландара в Нише.
Как представитель Нишской епархии присутствовал на 1-м Болгарском церковно-народном Соборе, проходившем с 23 февраля до 24 июля 1871 году в Константинополе.
28 май 1872 года в Константинополе хиротонисан в епископа с возведением в сан митрополита Нишского. Хиротонию совершили митрополит Тырновский Иларион (Михайловский), епископ Пловдивский Панарет (Мишайков) и епископ Самоковский Досифей (Стойчев).
В 1874 году избран членом Священного Синода Болгарского Экзархата, но, будучи сторонником сербов, не посещал заседаний Синода и вскоре был сменён.
Заботился о просвещении паствы, открыл в епархии училище и библиотеку.
После освобождения Ниша в результате второй сербско-турецкой войны и присоединения Нишского, Пиротского, Враньского и Топличского округов к Сербии от имени священства и народа 18 января 1878 года провозгласил присоединение к Сербской православной церкви, о чём известил митрополита Сербского Михаила (Йовановича). Его решение было поддержано и указом от 1 февраля 1879 года митрополита Виктор поставлен епископом Нишским в составе Белградской митрополии.
1 апреля 1883 года решением Священного Архиерейского Собора за поддержку митрополита Михаила в конфликте с властями был освобождён от обязанностей епархиального архиерея с определением места проживания в монастыре Петковица, близ города Сремска-Митровица.
18. января 1878 года указом князя Милана Обреновича награждён Таковским крестом III степени за заслуги.
27 февраля 1883 года избран почётным членом Сербского учёного общества.
Скончался 31 мая 1888 года в Белграде. Похоронен в церкви святого Марка в Белграде.
После уничтожения церкви во время Второй мировой войны останки митрополита Виктора были перенесены в новую церковь святого Марка.